# Colleen M. Fitzpatrick
Colleen M. Fitzpatrick (ur. 25 kwietnia 1955 w Nowym Orleanie w Luizjanie) – amerykańska naukowiec, przedsiębiorca i założycielka dziedziny genealogii sądowej. Jest znana z pomocy w odnajdywaniu szczątków ofiar znalezionych w miejscu katastrofy Northwest Airlines Flight 4422, który rozbił się na Alasce w 1948. Współtworzy DNA Doe Project, organizację non-profit identyfikującą ciała.

## Publikacje

### Książki
- Forensic Genealogy, razem z Andrew Yeiser, Fountain Valley, CA: Rice Book Press, 2005, ISBN 0-9767160-0-3
- DNA and Genealogy, razem z  Andrew Yeiser, Fountain Valley, CA: Rice Book Press, 2005, ISBN 0-9767160-1-1
- The Dead Horse Investigation: Forensic Photo Analysis for Everyone, Fountain Valley, CA: Rice Book Press, 2008, ISBN 0-9767160-5-4

### Rozdziały książek
- „The Key is the Camera” w The Desperate Genealogist's Idea Book: Creative Ways to Outsmart Your Elusive Ancestors. DeadFred.com, 2006, ISBN 1-4243-0209-9